# Godzilla: The Planet Eater
Godzilla: The Planet Eater (GODZILLA 星を喰う者 Gojira: Hoshi o Kuu Mono, também conhecido como Godzilla Parte 3: O Devorador de Planetas) é um filme japonês de computação gráfica de 2018, produzido pela Toho Animation e animado pela Polygon Pictures em associação com a Netflix. É o 34º filme da franquia Godzilla, o 32º filme do Godzilla produzido pela Toho e o último da trilogia. É a continuação de Godzilla: Cidade no limiar da Batalha e é co-dirigido por Kōbun Shizuno e Hiroyuki Seshita. O filme foi lançado nos cinemas do Japão em 9 de novembro de 2018 e lançado mundialmente pela Netflix em 9 de janeiro de 2019.

## Enredo
Após a devastação da cidade causada por Mecha-Godzilla, Metphies expressa admiração pela humanidade, enquanto os sobreviventes Bilusaludos buscam justiça contra Haruo.
Na Terra, um fervor religioso crescente sob o domínio de Metphies é relatado, com ele alegando que um "milagre" os salvou do Nano metal. Martin informa Haruo de que Yuko sofreu morte cerebral, embora seu coração continue a bater devido à presença do Nano metal. A revelação do pó dos Houtua como salvador do Nano metal é mantida em segredo, pois Metphies acredita que Haruo temia que o Nano metal pudesse consumir o planeta após a derrota de Godzilla.
Haruo confronta Metphies, que revela sua intenção de trazer o deus dos Exif. Ele é levado para uma área remota por gêmeas, e, eventualmente, uma delas compartilha a revelação de que Metphies tem mantido comunicações telepáticas com o Líder dos Exif, mostrando uma imagem mental de "Ghidorah".
Metphies coordena outra reunião na qual invoca Ghidorah, que surge como uma sombra e elimina seus seguidores. As cabeças de Ghidorah emergem de três vazios, uma delas destruindo a Aratrum. Godzilla desperta de seu sono e confronta Ghidorah, apenas para descobrir que ele é intangível e imune à sua respiração atômica. Cientistas teorizam que a verdadeira forma de Ghidorah existe em outro universo, e, portanto, somente sua energia se manifestou.
Haruo encontra Metphies novamente, que substituiu um de seus olhos com o amuleto de Ghidorah, permitindo a comunicação entre eles. Ele lança um ataque telepático contra Haruo, revelando que Ghidorah é o deus dos Exif, um ser intrínseco ao Caos, a quem oferecem planetas para consumo. Metphies busca a aceitação de Haruo, mas sua tentativa é interrompida por Mothra (ainda na forma de ovo), que revela que Metphies foi o responsável pela destruição da nave de seu avô no primeiro filme. Haruo se liberta e quebra o amuleto no olho de Metphies, retendo Ghidorah no plano terrestre. Isso permite que Godzilla destrua as cabeças de Ghidorah e emita sua respiração atômica nos vazios, fazendo-os explodir.
Com o tempo, os sobreviventes começam a viver em harmonia com os nativos, e uma das gêmeas está grávida do filho de Haruo. Ele descobre que os cientistas aprenderam a usar o Nano metal de Mecha-Godzilla no corpo de Yuko como uma ferramenta para reconstruir a civilização. No entanto, eles também percebem que Ghidorah poderá retornar no futuro para ameaçar novamente. Levando Yuko consigo, Haruo parte em uma nave recém-reconstruída em direção a Godzilla, que o vaporiza.
Em uma cena pós-créditos, em algum momento no futuro, os filhos dos nativos e dos sobreviventes realizam um ritual em homenagem a Haruo em um santuário.

## Elenco de voz
| Personagem          | Dublador         |
| ------------------- | ---------------- |
| Haruo Sakaki        | Mamoru Miyano    |
| Metáficas           | Takahiro Sakurai |
| Yuko Tani           | Kana Hanazawa    |
| Martin Lazzari      | Tomokazu Sugita  |
| Adam Bindewald      | Yuki Kaji        |
| Maina               | Reina Ueda       |
| Miana               | Ari Ozawa        |
| Eliott Leland       | Daisuke Ono      |
| Unberto Mori        | Kenyu Horiuchi   |
| Halu-Elu Dolu-do    | Kazuya Nakai     |
| Endurph             | Kazuhiro Yamaji  |
| Haruka Sakaki       | Saori Hayami     |
| Akira Sakaki        | Kenichi Suzumura |
| Josh Emerson        |                  |
| Takeshi J. Hamamoto |                  |
| Mulu-Elu Galu-Gu    |                  |
| Rilu-Elu Belu-be    |                  |

## Produção

### Música
Takayuki Hattori voltou a compor a trilha sonora, marcando sua quinta trilha sonora de Godzilla. XAI também voltou a apresentar a música tema do filme, Live and Die.

### Marketing
Em maio de 2018, um cartaz promocional revelou o título do filme, a data de lançamento e a possível aparição do King Ghidorah. Em julho de 2018, o primeiro trailer do filme foi lançado. Em setembro de 2018, o pôster teatral do filme foi lançado. Em outubro de 2018, o trailer completo foi lançado.

## Lançamento
Godzilla: The Planet Eater estreou como o filme de encerramento no Festival Internacional de Cinema de Tóquio, em 3 de novembro de 2018; e foi lançado no Japão em 9 de novembro de 2018. O filme foi lançado mundialmente pela Netflix em 9 de janeiro de 2019.

### Recepção crítica
Joshua Meyer, da SlashFilm, declarou: "Em vez de voltar a ser um grande filme de monstros idiotas, The Planet Eater consegue equilibrar sua ação kaiju com preocupações de vida e morte enquanto encadeia tópicos de drama de personagens tramados pela trilogia na totalidade. O filme brinca com temas ricos que podem deixar você pensando (ou coçando a cabeça) enquanto espera pela cena de pós-créditos."

## Ligações Externas
- Wiki Oficial de Godzilla
- Site oficial de Godzilla